# Tampilisan
Tampilisan ist eine philippinische Stadtgemeinde in der Provinz Zamboanga del Norte. Sie hat 24.307 Einwohner (Zensus 1. August 2015). Die Jose Rizal Memorial State University hat in Tampilisan einen Campus mit verschiedenen Fakultäten.

## Baranggays
Tampilisan ist politisch in 20 Baranggays unterteilt.
- Balacbaan
- Banbanan
- Barili
- Cabong
- Camul
- Farmington
- Galingon
- Lawaan
- Lumbayao
- Malila-t
- Molos
- New Dapitan
- Poblacion (Tampilisan)
- Sandayong
- Santo Niño
- Situbo
- Tilubog
- Tininggaan
- Tubod
- Znac